# Лариса (футбольний клуб)
«AEL 1964» (грец. Αθλητική Ένωση Λάρισας 1964 — Athlitiki Enosi Larissas 1964, Атлетичний Союз Лариси 1964) — професіональний грецький футбольний клуб з міста Лариса, столиці периферії Фессалія. Клуб також має неофіційну назву «Ф.К. Лариса» (грец. Α.Ε. Λάρισα). Клуб був заснований у 1964 році. У сезоні 1987—1988 «Лариса» виграла Альфа Етнікі. Також команда двічі виграла Кубок Греції у сезонах 1984—1985 та 2006—2007. 
Домашні матчі проводить на стадіоні «Алказар».

## Історія
Клуб був заснований у 1964 році під назвою Athlitiki Enosi Larissas (укр. Атлетичний Союз Лариси) в результаті злиття чотирьох місцевих клубів — «Іракліс» (Лариса), «Аріс» (Лариса), «Тохотіс» (Лариса) та «Ларисакос». Команда майже відразу здобула право грати у вищому дивізіоні країни. Вигравши Альфа Етнікі у сезоні 1987—1988, «Лариса», через фінансові труднощі та банкрутство, залишила вищу лігу і понизилась до третьї — Гамма Етнікі. У 2003 році через банкрутство команда була змушена змінити назву на AEL 1964 (АСЛ 1964).
Проте в сезоні 2004—2005 команда повернулась до Бета Етнікі і виграла її, тим самим здобувши подвійне підвищення в класі. «Лариса» також змогла пробитися до чвертьфіналу Кубка Греції. А в сезоні 2006—2007 «Ларисі» вдалося виграти Кубок Греції, який став першим трофеєм для команди за останні 23 роки.

## Титули
«Лариса» — єдина команда за межами грецьких мегаполісів таких як Афіни і Салоніки, якій вдалося виграти Альфа Етнікі (зараз Грецька Суперліга); у сезоні 1987—1988 команда випередила на три очки АЕК і вперше виграла національну першість. Також клуб двічі став володарем Кубка Греції: у 1985 році «Лариса» обіграла у фіналі ПАОК з рахунком 4:1 і у 2007 — «Панатінаїкос» 2:1. До цього «Лариса» двічі грала у фіналі Кубка Греції і обидва матчі програла «Панатінаїкосу» у 1982 і 1984 роках.

### Кубок Греції 2006—2007
У сезоні 2006—2007 «Лариса» вдруге у своїй історії виграла Кубок Греції, обігравши у фіналі «Панатінаїкос» 2:1. Вже на третій хвилині зустрічі «Лариса» право на виконання шрафного удару, який виконав Георгіос Фотакіс, віддавши гольовий пас словацькому нападнику Йозефу Кожлєю. Відразу після першого тайму «Панатінайкосу» вдалося зрівняти рахунок завдяки пенальті. Наприкінці матчу Анрі Антчуе сильним влучним ударом після пасу Фотакіса вивів «Ларису» вперед 2:1.

## Стадіон
«Лариса» проводить домашні матчі на стадіоні «Алказар» починаючи з 1964 року. Проте керівництво клубу планує збудувати нову футбольну арену, яка буде розташована в передмісті Лариси. Новий стадіон буде вміщати 16 000 глядачів.

## Досягнення
- Альфа Етнікі (1): 
  - 1987—1988
- Кубок Греції (2): 
  - 1984—1985, 2006—2007

## Поточний склад

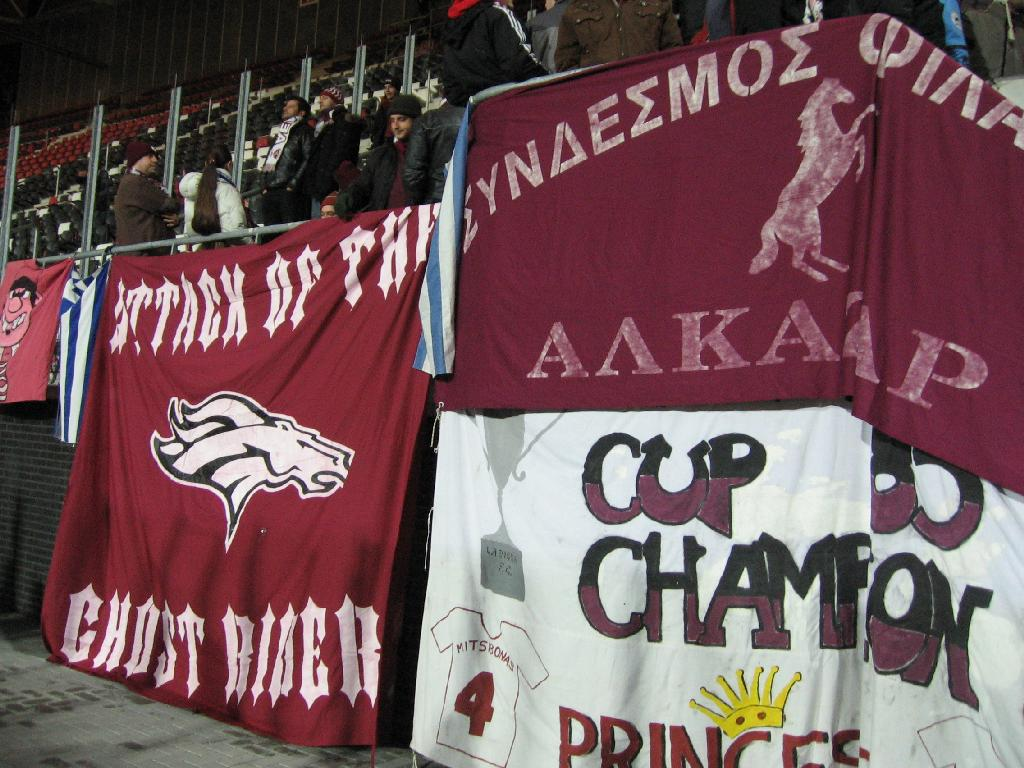
Вболівальники «Лариси»

Склад оновлено 28 липня 2009

| №  | Поз. | Нац.      | Гравець               |
| -- | ---- | --------- | --------------------- |
| 1  | ВР   | Словенія  | Діно Серемет          |
| 2  | ЗХ   | Греція    | Міхаліс Букувалас     |
| 3  | ЗХ   | Греція    | Стиліанос Венетідіс   |
| 4  | ЗХ   | Греція    | Нікос Дабізас (к)     |
| 5  | ПЗ   | Греція    | Іліас Киріакідіс      |
| 6  | ПЗ   | Бразилія  | Делсон                |
| 7  | ПЗ   | Греція    | Стеліос Яннакопулос   |
| 8  | ПЗ   | Греція    | Ніколаос Власопулос   |
| 10 | ПЗ   | Ізраїль   | Салім Туама           |
| 11 | ПЗ   | Туреччина | Тюмер Метін           |
| 12 | ПЗ   | Греція    | Дімітріос Баліс       |
| 13 | ПЗ   | Греція    | Андреас Лабропулос    |
| 14 | ПЗ   | Аргентина | Мільтон Аксель Мюллер |
| 16 | ВР   | Греція    | Петрос Баїмакіс       |

| №  | Поз. | Нац.      | Гравець                 |
| -- | ---- | --------- | ----------------------- |
| 17 | ПЗ   | Сербія    | Александар Сіміч        |
| 18 | ВР   | Польща    | Аркадіуш Малаж          |
| 19 | ЗХ   | Марокко   | Наїм Аараб              |
| 21 | ПЗ   | Бразилія  | Ромеу                   |
| 22 | ЗХ   | Греція    | Теодорос Тріпоцеріс     |
| 23 | НП   | Бразилія  | Каїо                    |
| 25 | ВР   | Греція    | Дімітріос Сотіріу       |
| 26 | ЗХ   | Греція    | Дімітріос Коловеціос    |
| 42 | ПЗ   | Аргентина | Вальтер Матіас Іглесіас |
| 71 | НП   | Греція    | Атанасіос Цігас         |
| 77 | ЗХ   | Греція    | Панайотіс Каціарос      |
| 92 | ВР   | Греція    | Саввас Сіатраваніс      |
| 99 | НП   | Ізраїль   | Шимон Абухадзіра        |
|    | ЗХ   | Камерун   | Патріс Кведі            |

### Молодіжна команда
Склад оновлено 28 липня 2009

| №  | Поз. | Нац.    | Гравець                |
| -- | ---- | ------- | ---------------------- |
| 1  | ВР   | Албанія | Ерід Пріфті            |
| 2  | ВР   | Греція  | Хрістос Батаваніс      |
| 3  | ЗХ   | Греція  | Александрос Каратеєв   |
| 4  | ЗХ   | Греція  | Сімос Кіос             |
| 5  | ЗХ   | Греція  | Хрістос Ноніс          |
| 6  | ПЗ   | Греція  | Александрос Тіліопулос |
| 7  | ЗХ   | Греція  | Томас Бурузікас        |
| 8  | ЗХ   | Греція  | Ніколаос Каранікас     |
| 9  | ЗХ   | Греція  | Анастасіос Загкос      |
| 10 | ПЗ   | Албанія | Ерміс Мезіні           |

| №  | Поз. | Нац.   | Гравець             |
| -- | ---- | ------ | ------------------- |
| 11 | ПЗ   | Греція | Тасос Капетані      |
| 12 | ПЗ   | Греція | Ніколаос Лугкос     |
| 13 | ПЗ   | Греція | Іліас Караянніс     |
| 14 | ПЗ   | Греція | Костас Елефтеріадіс |
| 15 | ПЗ   | Греція | Саввас Сіатраваніс  |
| 16 | НП   | Греція | Антоніос Вузас      |
| 17 | НП   | Греція | Георгіос Литрас     |
| 18 | НП   | Італія | Джорджо Рокка       |
| 19 | НП   | Греція | Апостолос Бардас    |
| 20 | НП   | Греція | Хрістос Репсіс      |

## Тренерський та медичний штаб
- Головний тренер:  Марінос Узунідіс
- Помічник тренера:  Георгіос Караянніс
- Тренер з фізпідготовки:  Хрістос Мурікіс
- Тренер воротарів:  Хрістос Міхаїл
- Головний скаут:  Ніколаос Коцовос
- Тренер молодіжної команди:
- Тренер молодіжної команди:  Константінос Кацарас
- Тренер молодіжної команди з фізпідготовки:  Хрістос Капеліаніс

## Відомі гравці

### Колишні гравці
| Греція - Стеліос Яннакопулос - Йоргос Агороянніс - Александрос Александріс - Ефстатіас Хаїтас - Іоанніс Галіціас - Теофаніс Гекас - Міхаїл Зіогас - Вассіліос Карапіаліс - Константінос Коломітрусіс - Стефанос Коцоліс - Дімітріос Кукуліціос - Томас Кипаріссіс - Константінос Малумідіс - Хрістос Міхаїл - Георгіос Мацібонас - Дімітріос Мусіаріс - Теологіс Пападопулос - Такіс Парафестас - Ніколаос Паціавурас - Георгіос Пліціс - Дімітріс Салпінгідіс - Афанасіос Ціоліс - Іоанніс Валаорас - Теодорос Вутіріцас | Албанія - Лефтер Мілло Аргентина - Марсело Сарміенто Бельгія - Мбо Мпенза Бразилія - Клейтон - Паоло Да Сілва Камерун - Давід Ембе Кот-д'Івуар - Ібрахіма Бакайоко Кіпр - Нектаріос Александру - Ефстатіос Алонефтіс Франція - Крістіан Бассіла - Лоран Робер Габон - Анрі Аншуе | Німеччина - Марко Ферстер Перу - Нолберто Солано Польща - Кшиштоф Адамчик - Кшиштоф Баран - Ян Карась - Казімєж Кмєцик - Януш Купцевич - Мацей Журавський Португалія - Елдер Кріштовау Румунія - Денніс Шербан - Штефан Стойка Сербія - Саша Іліч Словаччина - Йозеф Кожлей Уругвай - Ніко Варела |

## Спонсори
Головним спонсором клубу «Лариса» є грецька компанія On Telecoms, яка надає послуги Triple play (телефон, інтернет і телебачення).